# Torn (canción de Ava Max)
«Torn» —en español: «Rasgada»— es una canción de la cantante estadounidense Ava Max, lanzada el 19 de agosto de 2019 a través de Atlantic Records como el tercer sencillo de su álbum de estudio debut, Heaven & Hell (2020). La canción fue escrita por Max, Madison Love, James Lavigne, Thomas Eriksen, Sam Martin y el productor Cirkut. Es una canción de baile y pop con letras que describen la lucha interna entre querer quedarse y dejar una relación. «Torn» se ubicó en el top 10 en Polonia, Eslovaquia y Eslovenia. Fue certificado doble platino en Polonia y oro en cinco países.
Un video musical acompañante fue dirigido por el director coreano-estadounidense Joseph Kahn, y fue lanzado el 27 de agosto de 2019. El video con temática de superhéroes se filmó en Milán durante cuatro días. Max retrató identidades duales; una mujer normal y un superhéroe, ya que buscaba vengarse de su novio. Max interpretó «Torn» en varios eventos televisados y como un popurrí en los premios MTV Video Music Awards 2019 y los MTV Europe Music Awards 2019.

## Antecedentes y composición
Max había preguntado a sus fanáticos en la descripción de un video que publicó en Instagram si sabían el nombre de la canción que estaba a punto de lanzar, refiriéndose a la «Torn».  Los fanáticos pronto encontraron un enlace de reserva para el sencillo, y Max posteriormente compartió la portada y un fragmento de la canción. «Torn» fue lanzado el 19 de agosto de 2019. Fue escrito por Max, Madison Love, James Lavigne, Thomas Eriksen, Sam Martin y el productor Cirkut. La canción fue grabada en Virginia Beach, y West Hollywood, California en A Studios.
«Torn» es una canción de baile y pop que utiliza elementos de la música disco. La letra describe la lucha interna de querer irse y al mismo tiempo querer quedarse con un amante, que Max afirmó que la canción «explora la lucha» entre «el amor y el odio».

## Recepción crítica
Shaad D'Souza de The Fader comparó «Torn» con la discografía de ABBA. Nicholas Hautman de Us Weekly consideró la canción como «una interpolación sutil» de la canción de 1979 «Gimme! Gimme! Gimme! (A Man After Midnight)» de ABBA. Max respondió a las comparaciones afirmando que escuchó a ABBA y Ace of Base durante su infancia, y quería «agregar un poco de estilo disco». La canción se incluyó en la lista de las Mejores canciones de 2019 de Vogue, donde Christian Allaire afirmó que «se me mete en la cabeza por lo menos una vez al día».

## Video musical

### Antecedentes
El video musical, dirigido por Joseph Kahn, se filmó en Milán (Italia) durante cuatro días durante el verano y se lanzó el 27 de agosto de 2019. Se ha considerado tener una «temática de superhéroe»". Madeline Roth de MTV News describe a Max como una «mujer despreciada...que se infiltra como una superheroína que les patea el trasero a algunos de los villanos enmascarados, incluido a su sombrío novio». Roth describió la identidad secreta de Max como alguien que «soportó una relación tóxica» y sobrevivió a una traición para «luchar». Max explicó el proceso de creación del concepto del video, afirmando que percibió las imágenes mientras grababa la canción y sabía exactamente lo que quería. Se acercó a Kahn con la idea de crear dos personajes para una mujer común llamada 'Amanda' y un superhéroe llamado 'Ava Max'. Max le pidió en broma que le permitiera convertirse en un superhéroe, sabiendo que era difícil de lograr. Sin embargo, Kahn respondió que "siempre quiso hacer eso".
Max realizó sus propias acrobacias, pasando la mañana en el segundo día del rodaje practicando antes de grabar el video a la 1:00 a. m. Se la ve con varias prendas de Trussardi, incluidos artículos de archivo de los años ochenta y noventa, como zapatos de tacón con purpurina con el logotipo de la 'T' en el talón, una gabardina de cuero y una bolsa de mensajero con el logotipo del galgo de Trussardi como cierre. Max declaró que ella «quería algo exclusivamente italiano con una rica historia que fuera a la moda pero elegante. Trussardi era la única opción». Un modelo del Fiat Panda personalizado por Trussardi se presenta brevemente en el video musical, y una parte se utilizó en comerciales. En septiembre de 2021, el video tiene más de 87 millones de visitas en YouTube.

### Sinopsis
El video comienza con un libro gastado que abre la página del Capítulo Uno. Se ve a una mujer morena llamada Amanda (interpretada por Ava Max) discutiendo con su novio al otro lado de la mesa del comedor, mientras él se dirige a su coche y se marcha bajo la lluvia. Amanda luego se transforma en su disfraz de superhéroe dentro de la mansión, que consiste en una capa roja, pantalones plateados y un cabello rubio característico, medio cortado en su lado derecho. En el Capítulo Dos, varios matones enmascarados cometen un robo en una tienda y se escapan en un auto deportivo rojo. Amanda se enfrenta a ellos en medio de la carretera y procede a dominarlos, mientras textos de estilo cómico aparecen después de cada golpe. De vuelta en la mansión, se transmite la noticia del incidente, mientras su novio observa en el sofá. De vuelta en su cabello castaño, Amanda friega furiosamente los platos mientras las chispas salen de sus manos, finalmente partiéndolas por la mitad.
La siguiente escena comienza con el novio de Amanda saliendo del auto con otra chica. Se ve a Amanda sacando al perro mientras corta el cinturón de seguridad del mismo auto. Ella emerge en un baile de máscaras mientras usa una media máscara, y se encuentra con su novio usando un antifaz. Los dos caminan hacia el balcón, donde los dos se abrazan, mientras que escenas del pasado se desarrollan rápidamente desde el comienzo del video. Sin embargo, su novio la empuja por el balcón, mientras Amanda cae al océano. Se producen múltiples cortes de salto entre las escenas de Amanda sumergiéndose en el océano y recostada dentro de una bañera en la mansión. El Capítulo Tres muestra a Amanda volando desde el fondo del océano y de regreso a la vista de su novio, mientras procede a electrocutarlo dándole un puñetazo en la boca. El video termina con la morena Amanda saliendo de la mansión, mientras el libro aterriza en la página que dice 'Fin' antes de finalmente cerrarse.

## Presentaciones en vivo
Max dio su primera presentación televisada de «Torn» en el pre-show de los MTV Video Music Awards 2019 en un popurrí con «Sweet but Psycho». Durante la presentación, Max y los bailarines aparecieron con trajes plateados y botas de gladiador, mientras realizaban una danza coreografiada con corridas vocales. Mientras aparecía en la alfombra roja en el mismo evento, vestía un brillante disfraz de superhéroe con una capa roja adjunta, que sirvió como un avance para el video musical lanzado al día siguiente. Max interpretó «Torn» y «Sweet but Psycho» en los MTV Europe Music Awards 2019, donde usó un vestido rojo mientras presentaba en una pasarela blanca, que fue descrita por Joe Lynch de Billboard como usar «imágenes minimalistas para lograr el máximo efecto». En el Jingle Bell Ball de 2019, Max interpretó «Torn» en un popurrí con «So Am I» y «Sweet but Psycho» en el Jingle Bell Ball de 2019.

## Créditos y personal
Créditos adaptados del sencillo en CD alemán.
Ubicaciones de publicación y grabación
- Publicado por Sam Martin Music Publishing / Artist Publishing Group West / Kobalt Songs Music Publishing / I Think I'm Nino Publishing / Max Cut Publishing / Warner Geo Met Ric Music / Warner Chappell Music / Cirkut Breaker
- Grabado en A Studios, West Hollywood, California
- Mezclado en MixStar Studios, Virginia Beach, Virginia

Personal
- Amanda Ava Koci– voz, composición
- Henry Walter – composición, producción, grabación vocal
- Thomas Eriksen – composición, coproducción
- James Lavigne – composición
- Madison Love – composición
- Sam Denison Martin – composición
- Serban Ghenea – mezcla
- John Hanes – ingeniería de mezcla

## Posicionamiento en listas
| Listas (2019-2020)                         | Mejor posición |
| ------------------------------------------ | -------------- |
| Alemania (Official German Charts)          | 59             |
| Australia (ARIA Digital Tracks)            | 34             |
| Austria (Ö3 Austria Top 40)                | 60             |
| Bélgica (Ultratop 50 Valonia)              | 23             |
| Croacia (HRT)                              | 17             |
| Eslovaquia (Rádio Top 100)                 | 4              |
| Eslovenia (SloTop50)                       | 9              |
| Escocia (OCC)                              | 18             |
| Europa (Billboard Euro Digital Song Sales) | 20             |
| Francia (SNEP)                             | 106            |
| Hungría (Rádiós Top 40)                    | 34             |
| Hungría (Sencillo Top 40)                  | 14             |
| Islandia (Tonlist)                         | 39             |
| Italia (FIMI)                              | 82             |
| Letonia (Letonia Top 40)                   | 2              |
| México (Billboard Inglés Airplay)          | 4              |
| Nueva Zelanda (RMNZ Hot Sencillos)         | 27             |
| Países Bajos (Tipparade)                   | 3              |
| Polonia (Polish Airplay Top 100)           | 3              |
| República Checa (Rádio –Top 100)           | 26             |
| Rumania (Airplay 100)                      | 54             |
| Suiza (Schweizer Hitparade)                | 28             |
| Reino Unido (OCC)                          | 87             |

| Listas (2019)  | Posición |
| -------------- | -------- |
| Polonia (ZPAV) | 45       |

| Listas (2020)           | Posición |
| ----------------------- | -------- |
| Hungría (Rádiós Top 40) | 89       |

## Certificaciones
| País    | Organismo certificador | Certificación | Ventas certificadas | Ref.   |
| ------- | ---------------------- | ------------- | ------------------- | ------ |
| Austria | IFPI Austria           | Oro           | 15 000              | [ 48 ] |
| Brasil  | Pro-Música Brasil      | Platino       | 40 000              | [ 49 ] |
| Francia | SNEP                   | Oro           | 100 000             | [ 50 ] |
| Italia  | FIMI                   | Oro           | 35 000              | [ 51 ] |
| Polonia | ZPAV                   | 2x Platino    | 40 000              | [ 52 ] |
| Suiza   | IFPI Suiza             | Oro           | 10 000              | [ 53 ] |

## Historial de lanzamiento
| Región   | Fecha                    | Formato(s)                  | Versión                  | Discográfica       | Ref    |
| -------- | ------------------------ | --------------------------- | ------------------------ | ------------------ | ------ |
| Varios   | 19 de agosto de 2019     | Descarga digital, streaming | Original                 | Atlantic Records   | [ 54 ] |
| Italia   | 30 de agosto de 2019     | Airplay                     | Original                 | Warner Music Group | [ 55 ] |
| Varios   | 5 de septiembre de 2019  | Descarga digital, streaming | Remezcla de KREAM        | Warner Music Group | [ 56 ] |
| Varios   | 12 de septiembre de 2019 | Descarga digital, streaming | Remezcla de Hook N Sling | Warner Music Group | [ 57 ] |
| Varios   | 26 de septiembre de 2019 | Descarga digital, streaming | Mezcla de DJ de Cirkut   | Warner Music Group | [ 58 ] |
| Varios   | 10 de octubre de 2019    | Descarga digital, streaming | Remezcla de Adryiano     | Warner Music Group | [ 59 ] |
| Alemania | 23 de mayo de 2019       | Sencillo en CD              | Original                 | Atlantic Records   | [ 5 ]  |